# Cupuladria surinamensis
Cupuladria surinamensis är en mossdjursart som beskrevs av Cadée 1975. Cupuladria surinamensis ingår i släktet Cupuladria och familjen Cupuladriidae.
Artens utbredningsområde är Mexikanska golfen. Inga underarter finns listade i Catalogue of Life.